# Густав Адольф Юнссон
Густаф Адольф Юнссон (швед. Gustaf Adolf Jonsson 26 червня 1879, Стокгольм — 30 квітня 1949, Стокгольм) — шведський стрілок, чемпіон і призер літніх Олімпійських ігор.
Юнссон брав участь в трьох Олімпійських іграх, і на перших з них літніх Олімпійських іграх 1908 в Лондоні він змагався в стрільбі з гвинтівки на 300 метрів і став другим серед команд і 15-м серед окремих спортсменів. У стрільбі з армійської гвинтівки серед команд він став п'ятим.
На наступних Олімпійських іграх 1912 в Стокгольмі Юнссон знову змагався у стрільбі з гвинтівки на 300 метрів серед команд і виграв золоту медаль. Також він став 11-м в аналогічному індивідуальному змаганні і 16-м у стрільбі з армійської гвинтівки з трьох позицій на 300 метрів.
Вісім років по тому Юнссон брав участь в останніх своїх Олімпійських іграх 1920 в Антверпені. Він брав участь тільки в змаганнях зі стрільби з армійської гвинтівки і посів третє місце у стрільбі лежачи серед команд на 600 метрів, шосте в стрільбі лежачи серед команд на 300 і 600 метрів та сімнадцяте серед окремих спортсменів у стрільбі лежачи на 600 метрів.